# 輕量化中型機槍
輕量化中型機槍（英語：Lightweight Medium Machine Gun，縮寫：LWMMG）是一款最初由美国武器製造商通用動力公司所研制，及後改由孤星未來武器公司（LoneStar Future Weapons）接手，直到目前為真實初速公司（True Velocity）接手研製的原型通用機槍。該機槍最初由通用動力公司為了反恐怖主義技術支援辦公室（CTTSO）的非常規戰爭項目而研發，但該項目取消以後，由真實初速公司在美国特种作战司令部（SOCOM）LMG-M計畫中以RM338之名重新起用。它的設計目的是填補在7.62×51毫米（.308溫徹斯特）和12.7×99毫米（.50 BMG）兩種北約口徑的機槍之間的空白。發射.338諾瑪麥格農（8.59×63.5毫米）口徑步枪子彈。

## 歷史

### LWMMG時期
大約在2010年，通用動力公司首先意識到美軍在阿富汗當中所遇上的能力差距。在眾多的情況以下，處於低地以下的美軍部隊被高地以上的PKM通用機槍所襲擊，迫使他們就從他們所在的地方駁火而非尋找更好的位置。.50口徑的白朗寧M2重機槍過重，而且不適合分解以後才給巡邏隊使用；而M240通用機槍的子彈從800公尺（874.89码，2,624.67英尺）處起，特別是在向上射擊的時候就會開始偏離目標。在較近的範圍以內，M240雖然準確，但對堅硬的結構並無足夠的穿透力。
這時正在進行的精密狙擊步槍合同也表明美國軍方對1,500公尺（1,640.42碼，4,921.26英尺，0.93英里）範圍以內的步兵武器感到興趣。為了達到理想的射程能力而選擇了.338口徑，特別是.338諾瑪麥格農（8.59×63.5毫米）而非.338拉普麥格農（.338 Lapua Mag，8.6×70毫米或8.58×70毫米）；當中有多個原因，包括較長的槍管壽命和較小的錐形彈殼，可以更輕易地利用彈鏈串連供彈。在914.4公尺（1,000碼，3,000英尺，0.57英里）處，7.62×51毫米北約口徑子彈的速度會降至約304.8米／秒（1,000英尺／秒）；而在相同的範圍內，.338諾瑪麥格農可以609.6米／秒（2,000英尺／秒）的速度飛行至1,005.84公尺（1,100碼，3,300英尺，0.625英里）
，而且子彈能夠貫穿NIJ III級防彈背心。然後圍繞著這一概念而設計的該機槍採用了「槍管短後座衝擊平均化」技術，採用了可用的子系統組件以降低成本，並且裝上6倍倍率的光學瞄準鏡，使得其能夠打擊點目標接合達到1,000—1,200公尺（1,093.61—1,312.34码，3,280.84—3,937.01英尺，0.62—0.75英里）。其原型完全是由公司所資助研發，耗時12個月。2012年5月15日，輕量化中型機槍於华盛顿州西雅圖市的三軍聯合軍備會議（英語：Joint Armaments Conference）以上首度展示。
2014年，通用動力公司於美國陸軍協會以上再展出了經過改進的LWMMG，其重量減輕至9.98千克（22磅）。此前，該槍曾在加利福尼亞州羅伯茨營進行過一次有著特種作戰要素的射擊演示。當利用兩腳架射擊時，射手能夠直接射擊並擊中遠至1,950公尺（2,132.55碼，6,397.64英尺，1.21英里）的目標。在這個範圍以內，.50口徑重機槍會被設計用作面壓制武器，只能作單發的精確射擊；而LWMMG卻可以保持精確的自動射擊，超過.50口徑重機槍所能達到的範圍。這演示表明該武器相比於M240所能夠達到的與需要使用車載的.50口徑武器兩者起來，可擊中距離較遠的目標的重要性。預計將於10月底，LWMMG的示範射擊會在喬治亞州的班寧堡舉行。
2021年4月，LWMMG的技術資料包被出售給孤星未來武器公司（LoneStar Future Weapons）。
2021年11月，輪到真實初速彈藥公司（True Velocity Ammo）收購了孤星未來武器公司。

### 進一步發展
LWMMG概念在真實初速彈藥公司以下進一步發展為RM338，以參與美國特種作戰司令部（SOCOM）LMG-M計畫。

## 概述
與一般通用機槍不同的是，輕量化中型機槍發射.338諾瑪麥格農（8.59×63.5毫米）步枪子彈。選擇.338諾瑪麥格農是因為該彈藥性能與.338拉普麥格農（8.59×70毫米）相若，但亦不如.338拉普麥格農般（特別是在連射時）出現膛壓過高、升溫過快的問題。它被認為7.62×51毫米北約口徑和.50 BMG之間架起的一座填補空白的橋樑。通用動力公司的職員表示，他們的機槍並不意味著要將M240給取代掉，但對上更遠距離的目標的時候能夠對其有效的射擊。
發射.338諾瑪麥格農彈藥的LWMMG的給予其更大、相當於7.62×51毫米北約口徑子彈兩倍的殺傷力和更遠的射程。雖然M240有效射程達1,100公尺，LWMMG發射的300格令（19.44克）.338 口徑子彈可以提供1,700.78公尺（1,860码，5,580英尺）以內的有效和準確火力壓制。而從LWMMG發射的.338諾瑪麥格農彈藥於1,000公尺的終點動能相當於M240發射的7.62×51毫米北約口徑彈藥於相同距離的接近四倍。但同樣地，.338諾瑪麥格農彈藥與其彈鏈鏈節的尺寸、重量也比7.62×51毫米與M13彈鏈為大和重。100發7.62×51毫米北約口徑的彈箱重量為3.18公斤（7磅），而同為100發.338諾瑪麥格農的彈箱則重達4.08公斤（9磅），無疑地限制了LWMMG的彈藥攜帶數量。
LWMMG可以使用M240的架設方式安裝而成本大約相同。雖然該公司是滿意較短的.338諾瑪麥格農子彈的表現，該機槍亦可以很容易地轉換為.338拉普麥格農。
LWMMG的發射速率為500發／分鐘，有效射程為1,700.78公尺（1,860码，5,580英尺），最大射程為5,641.85公尺（6,170码，18,510英尺）。LWMMG的重量為10.89公斤（24磅），只是稍微比10.1公斤（22.3磅）的M240L沉重，但已經比12.29公斤（27.1磅）的M240B輕便。
LWMMG採用了長行程活塞氣動式自動原理，轉拴式槍栓閉鎖機構、以開放式槍栓進行射擊。與眾多現代設計機槍一樣，配備了快速更換式槍管以便維修或更換過熱或損毀的槍管，而槍管下方設有長行程導氣活塞。金屬製可散式彈鏈從槍身左側供彈，並由單程供彈機上膛。
LWMMG採用了通用动力專利的槍管短後座制退作用技術，該技術亦被同為通用動力研製的XM312和XM806兩款.50口徑機槍上使用。在發射後，包括槍管、槍管節套、氣動式系統和槍機組件在槍體內一起後座並吸收一部分的後座能量，類似於白朗寧M2重機槍。它結合了氣動式系統，當槍管、槍管節套及氣動式系統一起停止後座時，槍機組件則繼續後座以完成拋殼，以平衡正面和負面反沖的方式減少後座力；而在復進時則相反。而且LWMMG採用了開放式槍栓，子彈在整個後坐系統復進到位時擊發，能進一步抵消後座力。這樣使LWMMG重量得以減輕，而一名機槍手發射威力明顯地更大的子彈時，可感後座力卻只是類似於發射7.62×51毫米北約口徑子彈的M240。
LWMMG在機匣底部裝上了手槍握把和扳機組件，扳機護環上方裝上了橫閂式手動保險，機匣尾部裝上了可伸縮式槍托。護木底部裝上了折疊式兩腳架，並可調節兩條腿架的長度。LWMMG亦可以架設在M240和M249的M192轻型地面枪架、各種車輛或直升機的載具射架上，或是卸除後給徒步步兵使用。四條MIL-STD-1913戰術導軌分別裝在機匣頂部、供彈機蓋頂部和護木兩側，以便安裝各種型號的光學瞄準設備和其他戰術配件，包括M145機槍用光學瞄準鏡、Aimpoint Comp M2紅點鏡、AN/PEQ-2／AN/PEQ-15雷射瞄準器、AN/PVS-14夜視鏡、戰術燈和／或雷射瞄準器。

## 流行文化

### 電子遊戲
- 2021年—《蔚藍檔案》：小塗真紀的固有武器「Auto Lacquer」原型。

## 外部連結
- （英文）—LWMMG factsheet - General Dynamics
- （英文）—Modern Firearms－GD Lightweight Medium Machine Gun / LWMMG （页面存档备份，存于）
- （英文）—The Firearm Blog—
  - .338 NM Lightweight Medium Machine Gun (LWMMG) （页面存档备份，存于）
  - General Dymanics’ Lightweight Medium Machine Gun, .338 Norma Magnum （页面存档备份，存于）
- （英文）—Tactical-Life—
  - COMBAT EVOLVED （页面存档备份，存于）
  - RETHINKING MEDIUM MACHINE GUNS （页面存档备份，存于）
  - 10 Extraordinary Pieces of Gear From AUSA 2014 （页面存档备份，存于）
  - NEXT-GEN FIRESTORM: LWMMG .338 NM （页面存档备份，存于）
- （英文）—Military Times GearScout－General Dynamics announces .338 LWMMG
- （英文）—General Dynamics Armament and Technical Products－General Dynamics Unveils New Medium-caliber Machine Gun at Joint Armaments Conference in Seattle
- （英文）—Defense Review －- General Dynamics GDATP .338 NM LWMMG (.338 Norma Magnum Lightweight Medium Machine Gun) for Overmatch Capability: Potential Game-Changer for Mobile Infantry (Range Video!) （页面存档备份，存于）
- （英文）—Star Defense－General Dynamics Unveils New Medium-caliber Machine Gun
- （英文）—all4shooters.com－GDATP LWMMG[]
- （英文）—YouTube上的GDATP .338 NM LWMMG (.338 Norma Magnum Lightweigt Medium Machine Gun) at the Range
- （英文）—YouTube上的David Crane Fires GDATP .338 NM LWMMG (.338 Norma Magnum Lightweigt Medium Machine Gun)
- （简体中文）—D Boy Gun World（槍炮世界）—LWMMG机枪 （页面存档备份，存于）